# Rhinocryptidae
Famille
Les Rhinocryptidae (ou rhinocryptidés en français) sont une famille de passereaux constituée de 12 genres et de 58 espèces de tourcos et de mérulaxes.

## Description
Ce sont des oiseaux terrestres de taille petite à moyenne (de 9,5 à 23 cm), à courtes ailes largement arrondies et à grands pieds. La plupart ont la queue courte. Leurs narines sont recouvertes d'un opercule tactile. Ils ont un plumage gris-brun à brun-roux, gris, noirâtre et blanc.

## Habitats et répartition
Ils vivent en Amérique du Sud, dans les forêts, les bois, les étendues de buissons, les bambous et les broussailles semi-arides ; quelques espèces se plaisent parmi les touffes d'herbe et les rochers ; une espèce vit dans les marais à joncs.

## Liste alphabétique des genres
Selon la classification de référence du Congrès ornithologique international (version 14.2, 2024) :
- Acropternis (1 espèce)
- Eleoscytalopus (2 espèces)
- Eugralla (1 espèce)
- Liosceles (1 espèce)
- Merulaxis (2 espèces)
- Myornis (1 espèce)
- Psilorhamphus (1 espèce)
- Pteroptochos (3 espèces)
- Rhinocrypta (1 espèce)
- Scelorchilus (2 espèces)
- Scytalopus (49 espèces)
- Teledromas (1 espèce)

## Liste des espèces
Selon la classification de référence du Congrès ornithologique international (version 5.2, 2015) :
- Acropternis orthonyx – Mérulaxe ocellé
- Pteroptochos castaneus – Tourco à gorge marron
- Pteroptochos tarnii – Tourco huet-huet
- Pteroptochos megapodius – Tourco à moustaches
- Scelorchilus albicollis – Tourco à gorge blanche
- Scelorchilus rubecula – Tourco rougegorge
- Rhinocrypta lanceolata – Tourco huppé
- Teledromas fuscus – Tourco sable
- Liosceles thoracicus – Tourco ceinturé
- Psilorhamphus guttatus – Mérulaxe des bambous
- Merulaxis ater – Mérulaxe noir
- Merulaxis stresemanni – Mérulaxe de Stresemann
- Eugralla paradoxa – Mérulaxe à flancs ocre
- Myornis senilis – Mérulaxe cendré
- Eleoscytalopus indigoticus – Mérulaxe à poitrine blanche
- Eleoscytalopus psychopompus – Mérulaxe de Bahia
- Scytalopus iraiensis – Mérulaxe herbicole
- Scytalopus speluncae – Mérulaxe souris
- Scytalopus gonzagai – (?)
- Scytalopus petrophilus – (?)
- Scytalopus pachecoi – Mérulaxe de Pacheco
- Scytalopus novacapitalis – Mérulaxe de Brasilia
- Scytalopus bolivianus – Mérulaxe de Bolivie
- Scytalopus atratus – Mérulaxe couronné
- Scytalopus sanctaemartae – Mérulaxe des Santa Marta
- Scytalopus femoralis – Mérulaxe à ventre roux
- Scytalopus micropterus – Mérulaxe microptère
- Scytalopus vicinior – Mérulaxe du Narino
- Scytalopus robbinsi – Mérulaxe de Robbins
- Scytalopus chocoensis – Mérulaxe du Choco
- Scytalopus rodriguezi – Mérulaxe de Rodriguez
- Scytalopus stilesi – Mérulaxe de Stiles
- Scytalopus panamensis – Mérulaxe du Panama
- Scytalopus argentifrons – Mérulaxe argenté
- Scytalopus caracae – Mérulaxe de Caracas
- Scytalopus meridanus – Mérulaxe du Mérida
- Scytalopus latebricola – Mérulaxe à croupion brun
- Scytalopus spillmanni – Mérulaxe de Spillmann
- Scytalopus parkeri – Mérulaxe de Parker
- Scytalopus parvirostris – Mérulaxe à petit bec
- Scytalopus acutirostris – Mérulaxe de Tschudi
- Scytalopus unicolor – Mérulaxe unicolore
- Scytalopus griseicollis – Mérulaxe du matorral
- Scytalopus canus – (?)
- Scytalopus opacus – (?)
- Scytalopus affinis – Mérulaxe affin
- Scytalopus altirostris – Mérulaxe à bec épais
- Scytalopus urubambae – Mérulaxe de Vilcabamba
- Scytalopus schulenbergi – Mérulaxe à diadème
- Scytalopus simonsi – Mérulaxe de Simons
- Scytalopus zimmeri – Mérulaxe de Zimmer
- Scytalopus superciliaris – Mérulaxe bridé
- Scytalopus magellanicus – Mérulaxe des Andes
- Scytalopus fuscus – Mérulaxe sombre
- Scytalopus latrans – Mérulaxe noirâtre
- Scytalopus gettyae – (?)
- Scytalopus macropus – Mérulaxe à grands pieds
- Scytalopus diamantinensis – Mérulaxe du Diamantina